# 己卯士禍
己卯士禍（：／）是朝鮮王朝中期的一場士禍，發生於1519年（中宗14年）。因該年是己卯年，故而得名。
1506年，朝鮮中宗在朴元宗等人的支持下奪取了燕山君的王位，是為中宗反正。中宗即位後，反正功臣把持著朝政。1510年，反正的第一功臣朴元宗去世後，中宗為了壓制勳舊派勢力，積極起用地方出身的士林派年輕人物當官，以達到平衡各政治勢力的目的。其中，趙光祖因其學識淵博、為官清廉，受到中宗的重用。趙光祖多次進行激進的改革，使勳舊派和保守勢力的利益受到侵犯。1517年（中宗14年）廢止昭格署（道教祭祀的部門）、普及鄉約，侵犯了保守勢力的利益；1519年（中宗16年）開創賢良科，受到勳舊派的强烈抵制。
中宗16年秋，趙光祖認為靖國功臣人數太多，提議剝奪76人的功臣資格，史稱偽勳削除案。中宗猶疑未決，在眾多士林派官員威脅辭官後，中宗終於答應。這個事件成為己卯士禍的導火索。南袞、沈貞、洪景舟等人感到危機，指使熙嬪洪氏在後宮中製造「走肖為王」字樣的蜂蜜桑葉，並呈上給中宗。在勳舊派的讒言下，中宗決定鏟除趙光祖一派。掌握了主動權的勳舊派立即將趙光祖流放，後賜死。許多士林派的官員受到牽連而被免職。